# Cesare Pancotto
Cesare Pancotto (nacido el 8 de enero de 1955 en Porto San Giorgio, Italia) es un entrenador italiano de baloncesto. 

## Trayectoria como entrenador
Pancotto comenzó su carrera como entrenador en 1982 dirigiendo al U.S. Sangiorgese, el club de su ciudad natal a la edad de 27 años, a solo tres partidos del final de la temporada, con el que lograría el ascenso a la Serie B. En 1984 Sangiorgese, dirigido por Pancotto, asciende a la A2, la Segunda División italiana. El técnico permaneció en Porto San Giorgio hasta 1986, entrenando dos temporadas en A2 evitando en ambos casos el descenso.
En la temporada 1986-1987 llegó a Reggio Emilia. Luego, entrenó durante dos años a Forlì, durante un año al Dinamo Sassari y durante tres años al Olimpia Pistoia: en Toscana obtuvo el primero de sus tres ascensos a la Lega Basket Serie A. En las temporadas siguientes también llevó a Pistoia a los playoffs de la Lega Basket Serie A.
En la temporada 1993-1994 llegó a Siena durante cuatro temporadas al Mens Sana Siena. En su primera temporada, logró el ascenso a la Lega Basket Serie A, mientras que en los años posteriores llevó al equipo a los playoffs de la Lega Basket Serie A en dos ocasiones y logró la clasificación para la Copa Korac.
En 1997 fue entrenador del Pallacanestro Triestina, un club histórico con sede en Trieste. En esta temporada, obtuvo su tercer ascenso a la Lega Basket Serie A. Después de dos años allí, firmó por la Virtus Roma. En febrero de 2001 volvió a Trieste y permaneció allí hasta 2004. En la temporada 2001-02 consiguió el 7º puesto, en la temporada siguiente el 10º puesto mientras que en la temporada 2003-04 no pudo evitar el descenso del equipo a la Lega Due Gold.
En la temporada 2004-2005 consiguió un 9º puesto en la Serie A con Teramo Basket. Luego, estuvo tres años entrenando a Snaidero Udine: el primer año consiguió un excelente quinto puesto mientras que en los otros consiguió dos salvaciones, sumando una buena participación en la Copa ULEB, la segunda competición europea de clubes.
En la temporada 2008-09, reemplazó a Dragan Šakota en la Fortitudo Bologna pero, a pesar de una buena parte final de la temporada, no pudo evitar el descenso. 
En el verano de 2009 fue contratado por Air Avellino, adaptándose a un bajo presupuesto. El 29 de mayo de 2010 de mutuo acuerdo con Air Avellino rescinde su contrato, poniendo fin a la aventura en Irpinia habiendo obtenido la salvación y la semifinal de la Copa de Italia.
Al mes siguiente firmó con el Basket Barcellona, un equipo siciliano recién ascendido en Legadue. Después de una temporada y media, dimitió en febrero de 2012. 
El 17 de enero de 2013 sustituyó al técnico Gianluca Tucci al frente del Scandone Avellino y permaneció allí hasta el final de la temporada.
El 10 de diciembre de 2013, se convierte en entrenador de Vanoli Cremona, sustituyendo al destituido Luigi Gresta.
El 14 de junio de 2019 firmó contrato de un año más otro prorrogable con Pallacanestro Cantù de la Lega Basket Serie A.
El 25 de enero de 2021, es despedido como entrenador Pallacanestro Cantù debido a los malos resultados y es sustituido por Piero Bucchi.
El 3 de enero de 2023, firma por el Napoli Basket de la Lega Basket Serie A, al que dirige hasta el final de la temporada.

## Clubs como entrenador
- 1982–1986: U.S. Sangiorgese
- 1986–1987: Pallacanestro Reggiana
- 1987–1989: Fulgor Libertas Forlì
- 1989–1990: Dinamo Sassari
- 1990–1993: Olimpia Pistoia
- 1993–1997: Mens Sana Siena
- 1997–1999: Pallacanestro Trieste
- 1999–2000: Virtus Roma
- 2001–2004: Pallacanestro Trieste
- 2004–2005: Teramo Basket
- 2005–2008: Pallalcesto Udine
- 2008-2009: Fortitudo Bologna
- 2009–2010: Scandone Avellino
- 2010–2012: Basket Barcellona
- 2012–2013: Scandone Avellino
- 2013–2016: Vanoli Cremona
- 2018-2019: Montegranaro
- 2019-2021: Pallacanestro Cantù
- 2023: Napoli Basket